# Can Margarit (Castellbisbal)
Can Margarit és un edifici de Castellbisbal (Vallès Occidental) protegit com a Bé Cultural d'Interès Local.

## Descripció
Es tracta d'un edifici aïllat envoltat per un jardí, de l'any 1710. De planta quadrada presenta un aspecte molt monumental. Formada per planta baixa i dos pisos, al segon dels quals s'han utilitzat els angles laterals per a terrassa. Destaca la decoració a les finestres i sobretot a l'acabament de façana en forma de merlets.

## Història
Pere Serafí va fer construir aquesta casa i es va casar amb la pubilla de la masia de Can Margarit, la que està al costat de Can Serafí, i que està en molt mal estat de conservació.